# Estadio Goce Delčev
El estadio Goce Delčev (en macedonio: стадион "Гоце Делчев") es un estadio multiusos ubicado en Prilep, Macedonia del Norte. Tiene una capacidad para 15 000 espectadores, siendo el estadio en el que disputa sus partidos el FK Pobeda y el FK 11 Oktomvri. El recinto ha albergado partidos de la selección de fútbol de Macedonia del Norte y ha sido la sede de la final de la copa de Macedonia en dos ocasiones.
El estadio recibe el nombre en honor al revolucionario Gotse Delchev.